# Новомосковск (город)
Новомоско́вск (до 1933 года — Бо́брики, с 1933 по 1961 год — Сталиного́рск) — город в Тульской области России, центр Новомосковского района и одноимённого муниципального образования город Новомосковск.
Численность населения — 115 938 чел. (2025). Площадь города в пределах городской черты, установленной генеральным планом — 92,78 км².
Расположен в северной части Среднерусской возвышенности. Является крупным экономическим и промышленным центром Тульской области, одним из ядер полицентрической Тульско-Новомосковской агломерации.

## Этимология
Город образован в 1930 году на месте посёлка Бобрики в связи с началом строительства крупнейшего в СССР химического комбината. Название посёлка — по расположению на ручье Бобрик, а гидроним — по обитанию в этом ручье животного бобра. В декабре 1933 года город переименован в Сталиногорск, а в 1961 году — в Новомосковск; последнее название связано с положением города в Подмосковном угольном бассейне.

## Физико-географическая характеристика

### Географическое положение

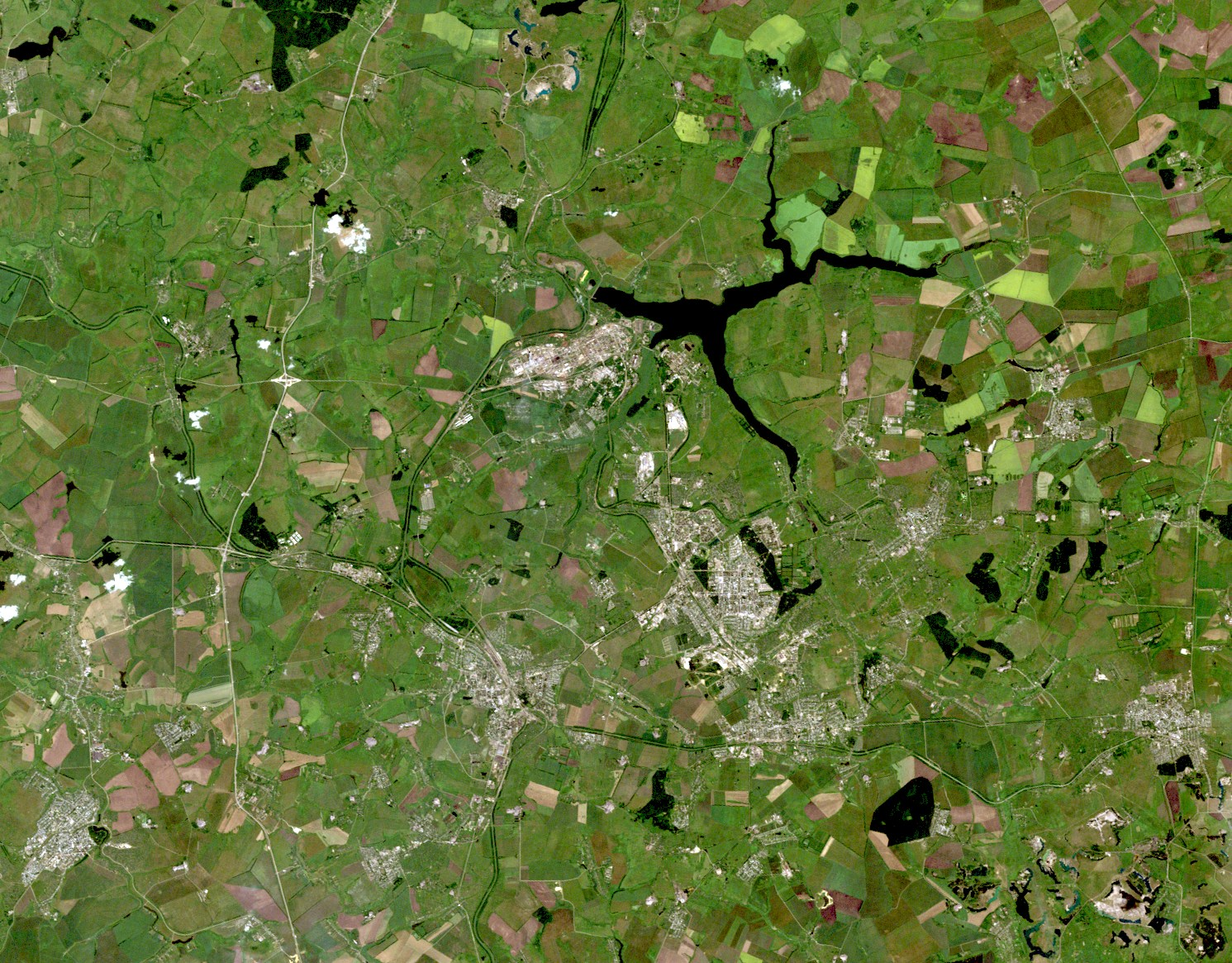
Новомосковск и окрестности, космический снимок LandSat-7 (23 сентября 2006 года).

Город расположен на высоте 236 метров над уровнем моря, между реками Дон и Шат в 220 километрах к югу от Москвы и в 60 километрах юго-восточнее областного центра Тулы. В черте Новомосковска находится исток реки Дон. В непосредственной близости от Новомосковска находятся города Донской (на юге и юго-востоке) и Узловая (на юго-западе).
Площадь города без прилегающих сельских территорий — 76 км². Городской округ занимает площадь 888 км². На территории городского округа находятся два крупных водохранилища — Шатское и Пронское, которые были построены для водоснабжения крупных предприятий, а также Любовское — водоём-охладитель Новомосковской ГРЭС, который используется для рыбохозяйственных нужд.

### Часовой пояс
Город Новомосковск, как и вся Тульская область, находится в часовой зоне, обозначаемой по международному стандарту как Moscow Time Zone (MSK). Смещение относительно UTC составляет +3:00.

### Климат
Климат умеренно-континентальный. Лето довольно тёплое, средняя температура июля около +18 °C. Зима умеренно холодная, средняя температура января — в пределах −9…−10 °C. Годовое количество осадков — около 600 мм, из них на лето приходится 36 %, на осень — 26 %, на зиму — 20 %, на весну — 18 %. Основное направление ветров — южное, западное и юго-западное.

### Рельеф
Рельеф Среднерусской возвышенности, на которой расположен Новомосковск, носит характер эрозионного — овражно-балочно-долинный, с густотой расчленения до 1,3—1,7 м на 1 км² и глубиной от 50 м до 100—150 м, местами развит карст. Преобладает лесостепь и степь. Территория района сильно распахана под сельскохозяйственные угодья.

### Растительность

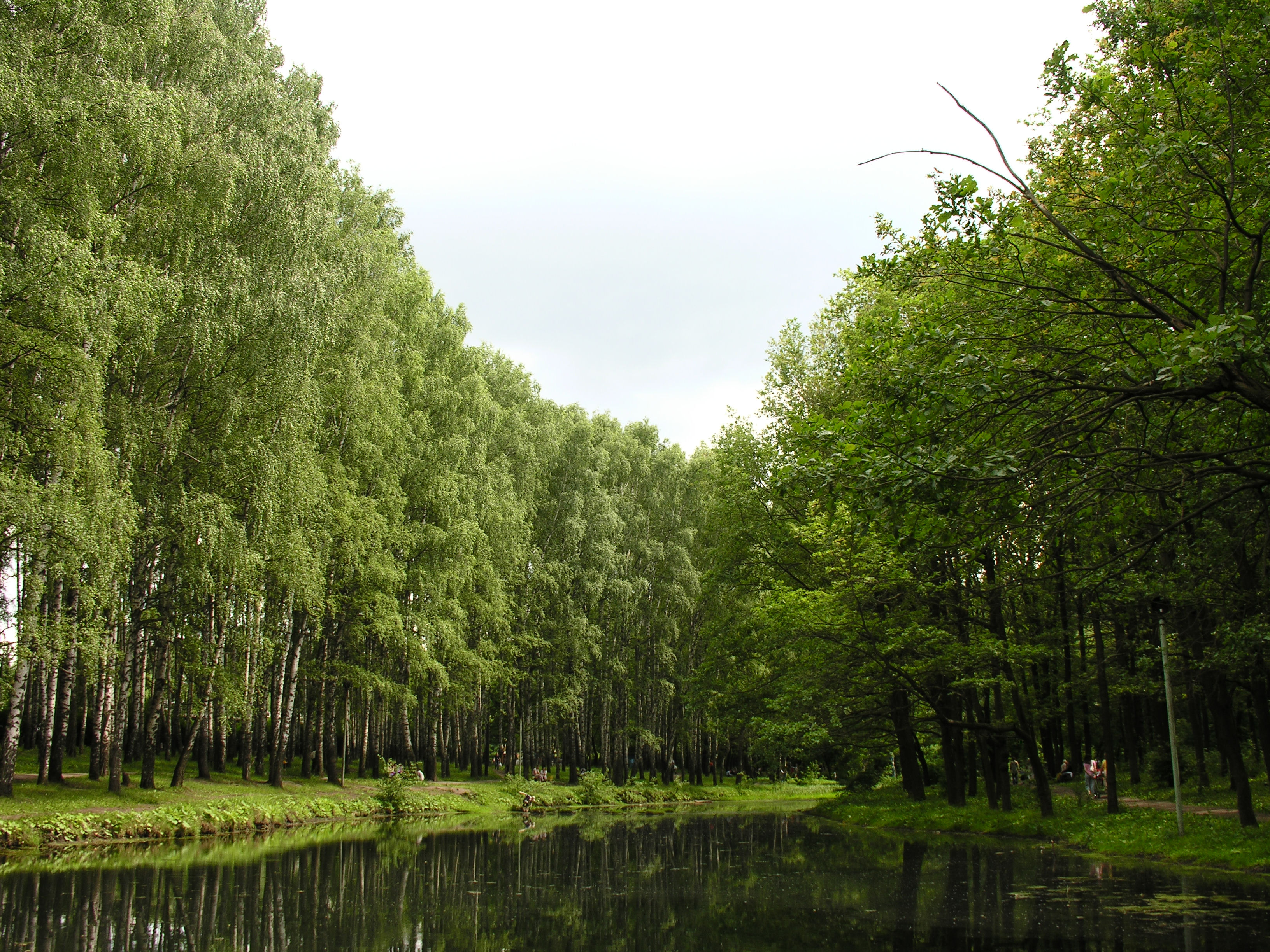
Первый из каскада искусственных водоёмов в детском парке Новомосковска.

Лесной фонд Новомосковского района составляет всего 5 % от общей площади территории, и представлен отдельными массивами, оставшимися от некогда мощных массивов — Крюковский лес, Урванский лес и др., где произрастают широколиственные породы деревьев: клён, липа, ясень, изредка дуб, а также осина, берёза. Все лесные насаждения искусственные. В расположенных в центральной части города парках — Берёзовой роще и Детском парке — также высажены лиственницы. Для озеленения улиц и дворов применялись тополя. В 2005 тополя были вырублены. Также на территории Новомосковска имеется так называемый «Взрослый парк» в котором высажены в основном лиственные породы деревьев.
На каждого жителя приходится до 300 м² зелёных насаждений, что значительно превышает этот показатель градостроительного требования.
Почвы городского округа представлены преимущественно среднемощными чернозёмами.

### Экологическое состояние
В Новомосковске традиционно острая экологическая обстановка в связи с выбросами в атмосферу вредных веществ предприятиями химической промышленности города.
В 1986 году территория города и района, как и ряд других территорий Тульской области (в основном, в полосе южнее Тулы с запада на восток области), подверглась серьёзному радиоактивному заражению в результате катастрофы на Чернобыльской АЭС. Город относится к территориям с льготным социально-экономическим статусом.

## История
Новомосковск расположен на бывших землях дворянской фамилии незаконнорождённых потомков графа Орлова и императрицы Екатерины II Бобринских — Бобрики. В 1765 году село Бобрики вместе с селом Богородицким (ныне город Богородицк) составил собственную волость Екатерины II. Административно Бобрики входили в состав Епифанского уезда Тульской губернии.
Город образован в 1930 году как город Бобрики Узловского района Московской области. Стал одним из первых «соцгородов» СССР. Своим появлением он обязан строительству химического гиганта НПО «Азот» (сейчас НАК «Азот»), а также разработке подмосковного угольного бассейна. Чуть позже Сталиногорск стал центром территориального региона Мосбасс в составе Московской области.
27 декабря 1933 года Постановлением Президиума ЦИК СССР город переименован в Сталиногорск (в честь секретаря ЦК ВКП(б) И. В. Сталина).
В 1930—1935 годах численность поселений в Сталиногорске и его окрестностях увеличилась в десятки раз — люди съезжались со всей страны на строительство города.
В 1935 году был открыт дворец культуры химиков и начала работать медицинская школа (ныне Новомосковский филиал, Тульский областной медицинский колледж). В 1938 году открыт Сталиногорский драматический театр и начато строительство городского стадиона.
В 1940-х годах существовали два населённых пункта: Сталиногорск-1 (жилой Соцгород) и Сталиногорск-2 (промышленные объекты Заводского района), расстояние между которыми составляло около 12 километров.
Город сильно пострадал во время Великой Отечественной войны, хотя был оккупирован всего 17 дней (с 25 ноября по 12 декабря 1941 года). В период временной оккупации в Сталиногорске была создана подпольная организация «Смерть фашизму!», в городе и районе действовали небольшие партизанские группы. Главную роль в освобождении Сталиногорска сыграл 1-й гвардейский кавалерийский корпус (генерал-лейтенант П. А. Белов). Совместно с корпусом в наступлении принимали участие 112-я танковая и 31-я смешанная авиационная дивизии, 9-я танковая бригада, 15-й полк гвардейских реактивных миномётов, 1313-й стрелковый полк 173-й дивизии народного ополчения и другие подразделения. Всего за годы Великой Отечественной войны погибло 7668 сталиногорцев.
С 1942 по 1946 год в Сталиногорске базировались специальные (фильтрационные) лагеря НКВД ПФЛ № 283 и 388 , с общей численностью спецконтингента доходившей до 35 тыс. чел.
27 марта 1957 года весь Мосбасс, включая его центр, отошёл к Тульской области.
В 1958 году город становится центром Сталиногорского района, образованного из территории, подчинённой Сталиногорскому горсовету, и упразднённого Гремячевского района.
В 1959 году в состав города включен рабочий посёлок Северо-Сталиногорский и деревня Урванка.
В 1961 году город получил современное название Новомосковск. Развитие во второй половине XX века связано в первую очередь с открытием новых производств (прежде всего химических), постройкой новых микрорайонов: Залесного, Урванского, Западного. Собственно, город получил своё современное название именно благодаря грандиозным объёмам строительства, соизмеримым по тем временам лишь с московскими.
В 1971 году город был награждён орденом Трудового Красного Знамени.
22 января 1977 года в городе происходят массовые беспорядки — возле КПЗ собралась толпа в количестве 500 человек. Стало известно, что к задержанным несовершеннолетним работники милиции применяют рукоприкладство и иные грубые действия. Возмущённые жители едва не разгромили КПЗ. Шестеро из них были привлечены к уголовной ответственности.
В 2007 году Новомосковск выиграл конкурс «Золотой рубль», как самый экономически развитый среди больших городов.
29 июня 2008 года в Новомосковске и районе прошёл референдум по изменению статуса на городской округ. В голосовании приняло участие более 60 % жителей города и окрестных поселений, более 90 % проголосовали за объединение района в составе города. Решением Тульской областной Думы от 8 июля 2008 года городское поселение город Новомосковск выделен из состава Новомосковского муниципального района и преобразован в муниципальное образование город Новомосковск (городской округ). После выборов 12 октября 2008 года к вновь образованному городскому округу присоединены оставшиеся 3 сельских поселения упразднённого Новомосковского района: Гремячевское, Рига-Васильевское и Спасское. Город Сокольники присоединён к городу Новомосковску в качестве микрорайона решением Тульской областной думы от 24 октября 2008 года.
2 апреля 2009 года в городе разразился скандал, связанный с арестом главы города Н. Н. Минакова и главы администрации города И. М. Потапова. Оба подозреваются в совершении преступления по статье 286, часть 2 (превышение должностных полномочий). Новым главой города был избран главный врач Новомосковского родильного дома Е. А. Козина. Обязанности главы администрации города исполняет В. А. Жерздев.
В 2009 году образованы сельские населённые пункты посёлки Мирный, Шахты № 35 и Шахты № 38 из части г. Новомосковск и переданы в подчинение Новомосковского района.
27 июня 2013 года Тульская областная дума удовлетворила ходатайство о присвоении Новомосковску почётного звания «Город Трудовой славы». Осенью 2013 года главой города избран Анатолий Евгеньевич Пророков.
11 сентября 2023 года Указом Президента Российской Федерации городу было присвоено почётное звание «Город трудовой доблести».

## Современные символы
Расти, мой город, уголок России, 

В короне парков, скверов и садов. 

Будь самым молодым под небом синим 

Из самых юных наших городов!
Новомосковск имеет собственную символику: герб (с 1999 года), флаг (с 2002 года) и гимн (слова В. В. Киреева, музыка С. А. Игольницына). Точное описание герба гласит: «В червлени вверху — золотой молот поверх двух серебряных кирок накрест, внизу — лежащие на трёх зелёных холмах косвенно опрокинутые навстречу друг другу золотые амфоры, из которых изливаются серебряные струи накрест. Щит может окружаться лентой ордена Трудового Красного Знамени».
Лента ордена Трудового Красного Знамени на гербе связана с тем, что в 1971 году город был удостоен этой награды. По замыслу автора герба, заслуженного художника РФ М. К. Шелковенко, молот символизирует развитую промышленность, кирки — горнодобывающую отрасль, три зелёных холма — Среднерусскую возвышенность, а амфоры — реки Дон и Шат.
Рабочие проекты герба содержали изображение бобра, что связано с прежним названием города — Бобрики и дворянской фамилией Бобринских.

### День города
День города отмечается в последнюю субботу мая, за день до Дня химика. Традиционно празднование включает спортивные мероприятия, праздничный парад-шествие коллективов города и вечерний концерт на стадионе «Химик», заканчивающийся фейерверком.

## Население
| 1897     | 1926     | 1930     | 1931     | 1932     | 1933     | 1934     | 1939     | 1956     | 1959     | 1962     |
| -------- | -------- | -------- | -------- | -------- | -------- | -------- | -------- | -------- | -------- | -------- |
| 13 000   | ↘1000    | ↗14 600  | ↗28 900  | ↗37 700  | ↗60 000  | ↗69 800  | ↗76 186  | ↗109 000 | ↘107 856 | ↗114 000 |
| 1967     | 1970     | 1973     | 1975     | 1976     | 1979     | 1982     | 1985     | 1986     | 1987     | 1989     |
| ↗126 000 | ↗133 892 | ↗142 000 | ↗145 000 | →145 000 | ↗146 807 | ↗147 000 | ↘146 000 | ↗147 000 | →147 000 | ↘146 302 |
| 1990     | 1991     | 1992     | 1993     | 1994     | 1995     | 1996     | 1997     | 1998     | 1999     | 2000     |
| ↘146 000 | →146 000 | ↘145 000 | →145 000 | ↘144 000 | ↘143 000 | ↘142 000 | →142 000 | ↘140 000 | ↘139 600 | ↘138 100 |
| 2001     | 2002     | 2003     | 2004     | 2005     | 2006     | 2007     | 2008     | 2009     | 2010     | 2011     |
| ↘135 300 | ↘134 081 | ↗134 100 | ↘131 700 | ↘129 800 | ↘127 800 | ↘125 700 | ↘124 100 | ↗132 691 | ↘131 386 | ↗143 347 |
| 2012     | 2013     | 2014     | 2015     | 2016     | 2017     | 2018     | 2019     | 2020     | 2021     | 2024     |
| ↘130 212 | ↘128 902 | ↘127 984 | ↘127 214 | ↘126 479 | ↘125 647 | ↘124 787 | ↘123 211 | ↘122 306 | ↘119 697 | ↘117 175 |
| 2025     |          |          |          |          |          |          |          |          |          |          |
| ↘115 938 |          |          |          |          |          |          |          |          |          |          |

На 1 января 2025 года по численности населения город находился на 148-м месте из 1124 городов Российской Федерации.
Национальный состав
По итогам переписи населения 2020 года проживали следующие национальности (национальности менее 0,1 % и другое см. в сноске к строке «Другие»):
| Национальность | Численность, чел. | Доля     |
| -------------- | ----------------- | -------- |
| Русские        | 106 304           | 88,81 %  |
| Татары         | 517               | 0,43 %   |
| Украинцы       | 490               | 0,41 %   |
| Армяне         | 451               | 0,38 %   |
| Азербайджанцы  | 267               | 0,22 %   |
| Узбеки         | 225               | 0,19 %   |
| Таджики        | 197               | 0,16 %   |
| Цыгане         | 182               | 0,15 %   |
| Другие         | 11 064            | 9,25 %   |
| Итого          | 119 697           | 100,00 % |

## Местное самоуправление

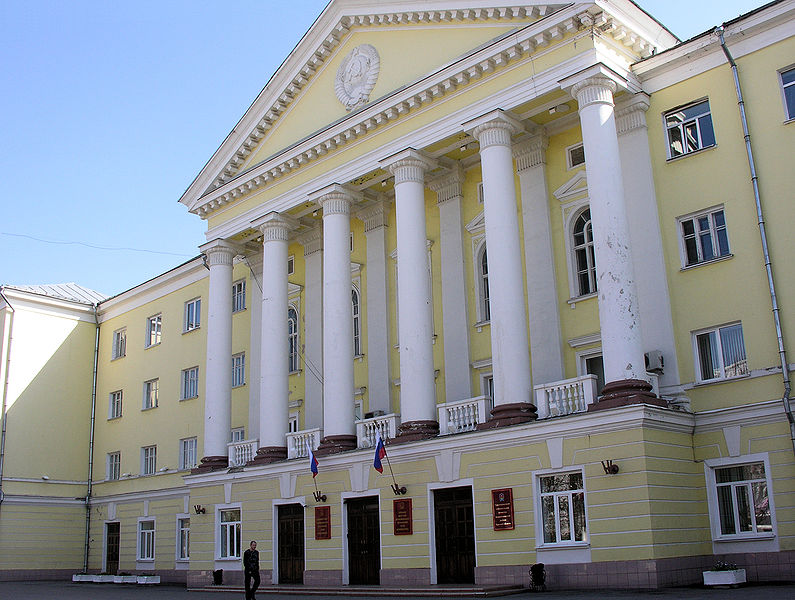
Здание администрации г. Новомосковска.

Новомосковск является самостоятельным муниципальным образованием в составе Тульской области — городским округом . Его официальное наименование — муниципальное образование город Новомосковск.
Местное самоуправление осуществляется на основании устава.
Представительным органом местного самоуправления является собрание депутатов. Он состоит из 25 депутатов, избираемых на муниципальных выборах сроком на 5 лет. Его возглавляет глава муниципального образования, избираемый депутатами из своего состава.
23 ноября 1997 года состоялись первые муниципальные выборы, на которых были избраны Глава муниципального образования и Муниципальный Совет. Первым всенародно избранным главой города и района стал Николай Николаевич Минаков. С мая 2009 года главой муниципального образования является Елена Анатольевна Козина.
Исполнительно-распорядительным органом местного самоуправления является администрация. Её формирует и возглавляет глава администрации, который назначается по контракту, заключаемому по результатам конкурса, сроком на 5 лет. В 1991 году, с началом перехода к местному самоуправлению, губернатор Тульской области назначил главой администрации Новомосковска и Новомосковского района Станислава Алексеевича Шеденкова. С 1 июня 2009 года обязанности главы администрации исполняет Вадим Анатольевич Жерздев.

### Главы города
| № | ФИО                          | Партия        | Период правления                    |
| - | ---------------------------- | ------------- | ----------------------------------- |
| 1 | Минаков Николай Николаевич   | Единая Россия | Декабрь 1997 — апрель 2009          |
| 2 | Цой Анатолий Давидович       | КПРФ          | Апрель 2009 — май 2009              |
| 3 | Козина Елена Анатольевна     | Единая Россия | Май 2009 — 19 сентября 2013         |
| 4 | Пророков Анатолий Евгеньевич | Единая Россия | 20 сентября 2013 — 19 сентября 2023 |
| 5 | Платонов Алексей Валерьевич  | Единая Россия | 20 сентября 2023 — н. в.            |

### Главы администрации города
| № | ФИО                           | Партия        | Период правления                                        |
| - | ----------------------------- | ------------- | ------------------------------------------------------- |
| 1 | Щеденков Станислав Алексеевич | —             | 1991 — 1996                                             |
| 2 | Минаков Николай Николаевич    | Единая Россия | Июнь 1996 — 13 ноября 2008                              |
| 3 | Потапов Игорь Михайлович      | Единая Россия | 13 ноября 2008 — апрель 2009                            |
| 4 | Жерздев Вадим Анатольевич     | Единая Россия | И.о с июня 2009, 25 декабря 2009 — сентябрь 2018        |
| 5 | Бирюлин Алексей Алексеевич    | Единая Россия | И.о с 28 июня 2018, 18 сентября 2018 — 19 сентября 2023 |
| 6 | Бутов Руслан Владимирович     | Единая Россия | 20 сентября 2023 — н.в.                                 |

## Территориальное устройство
Город имеет сложную планировочную структуру, сложившуюся ещё в советское время и состоящую из двух крупных планировочных районов, разделённых между собой значительной по величине санитарно-защитной зоной:
- Южный планировочный район является основным селитебным районом города, в котором расположен городской центр;
- Северный планировочный район представляет собой район основных производственных площадок города, а также в нём находится жилищный фонд, расположенный в санитарно-защитной зоне Северного промузла.

Районы южной части города:
- Центральная историческая часть города — 4 центральных микрорайона;
- Северо-Западный район (условное название) расположен к западу от исторически сложившейся части города и к востоку от населённого пункта Каменецкого, включает 1-6 урванские микрорайоны, Северный микрорайон, посёлки шахт № 26 и № 22;
- Микрорайон Гипсовый (до 2008 года — посёлок гипсового комбината);
- 1-й Залесный микрорайон расположен в восточной части города;
- 2-й Залесный микрорайон расположен в восточной части города;
- Микрорайон Луговая расположен к востоку от ул. Трудовые резервы;
- Район Вахрушево расположен к юго-востоку от пересечения улиц Вахрушева и Космонавтов (назван в честь В. В. Вахрушева);
- Южный район (условное название) расположен к югу от 13 и 16 квартала и разделённая ул. Маяковского, включает микрорайоны (посёлки) Клин, Шамотный, Западный, МОГЭС.

Микрорайоны нового генплана (по состоянию на 2009 год):
- 3-й Залесный микрорайон (начато строительство);
- 4-й Залесный микрорайон (планируется строительство);
- Любовский микрорайон (планируется строительство).

В 2008 году в городскую черту города Новомосковска был включён город Сокольники, статус которого был понижен до микрорайона города Новомосковска. Собственно Новомосковск и Сокольники разделяет 10 километров сельскохозяйственных земель вне городской черты.

## Экономика

### Промышленность
В Новомосковском районе развита химическая, энергетическая и пищевая промышленность, строительная индустрия, сельское хозяйство, железнодорожный и автомобильный транспорт. Объём отгружённых товаров собственного производства по обрабатывающему производству в 2008 году составил 53,5 млрд руб. Город относится к полицентрической Тульско-Новомосковской агломерации.

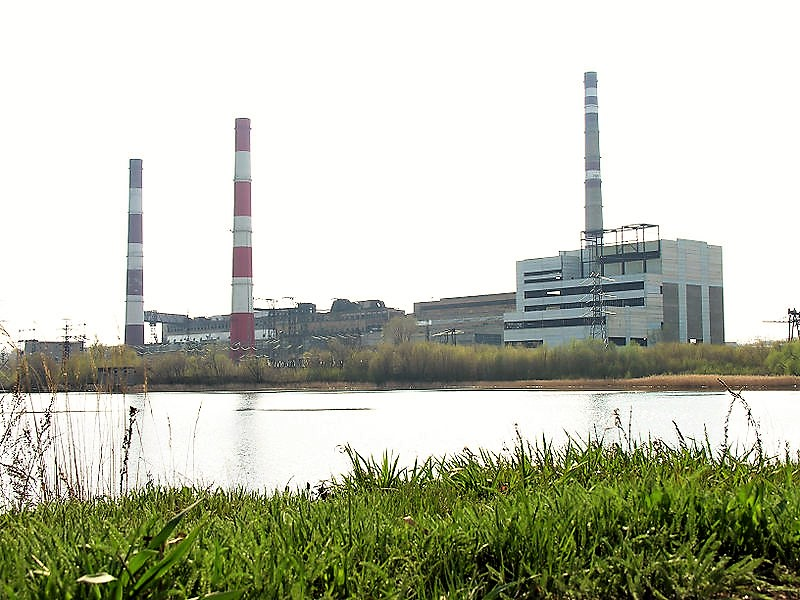
Новомосковская ГРЭС.

Город занимает одно из ведущих мест в стране по производству минеральных удобрений и ряда других видов химической продукции (79 % отгружённых товаров). В городе и районе работают более 100 промышленных предприятий и строительных организаций. Наиболее крупными в промышленности города и района являются:
- АО «Новомосковская акционерная компания „Азот“»,
- ООО «Проктер энд Гэмбл-Новомосковск»,
- ООО «Оргсинтез»,
- ООО «Полипласт Новомосковск»,
- ООО «Завод Полимерконтейнер»,
- ОАО «Кнауф Гипс Новомосковск»,
- Филиал ОАО «Новомосковская акционерная компания „Азот“» Новомосковская ГРЭС,
- ООО «Аэрозоль Новомосковск»,
- АО «Новомосковский завод керамических материалов»,
- АО «Новомосковскогнеупор»,
- ООО «ГОТЭК-Центр»,
- АО «Первомайский завод ЖБИ»,
- ООО «Пеноплэкс СПб»
- ООО «Руссоль» и другие.

В сельскохозяйственном производстве развито растениеводство и животноводство. Особенностями в развитии животноводства является разведение скота и птицы на промышленной основе. В Новомосковском районе выращивают зерновые культуры, сахарную свёклу, картофель, овощи, ягоды и фрукты. В агропромышленный комплекс города Новомосковска по состоянию на 2021 год входят 27 занятых производством сельскохозяйственной продукции: 5 сельскохозяйственные предприятия, 22 крестьянских (фермерских) хозяйств.
В Новомосковском городском округе находятся самое крупное в Европе месторождение каменного гипса, месторождения угля, пирита, глины для кирпичного и керамического производства, а также известняка и суглинков.
В 2007 году Новомосковск выиграл Всероссийский конкурс «Золотой рубль» как самый экономически развитый среди небольших городов. В этом же году в Новомосковске образована корпорация «Новомосковскинвест», которая занимается реализацией крупнейшего отечественного инвестиционного проекта по созданию в городе промышленно-экономического кластера. Бизнес-план проекта включает в себя строительство новых производств, а также транспортной и инженерной инфраструктуры. В 2013 году, после реализации проекта, корпорация была полностью ликвидирована.
Новомосковск — один из самых благоустроенных российских городов: по итогам Всероссийского конкурса по благоустройству город два раза подряд (1997 и 1998 годы) занимал третье место.

### Транспорт

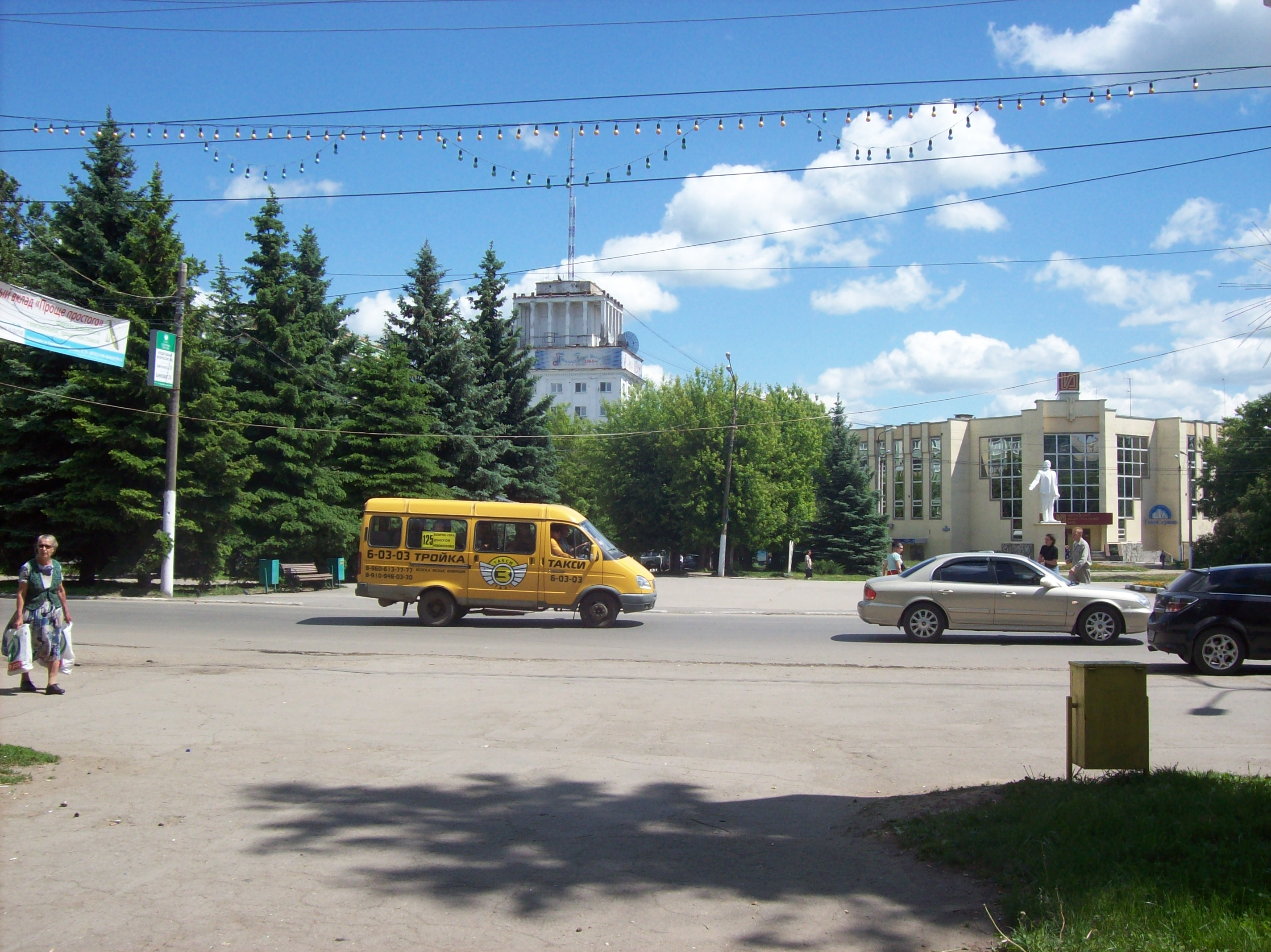
Жёлтое маршрутное такси № 125 на улице Московская.

Городской общественный транспорт Новомосковска представлен городской электричкой, именуемой среди местных жителей «Новомосковским кольцом», автобусом и маршрутным такси.
Рядом с городом проходят автомагистрали М4 E 115 «Дон», Р132 «Золотое кольцо», Тула — Новомосковск, железнодорожные магистрали Москва — Донецк и Сызрань — Вязьма.
В городе работает железнодородный вокзал «Новомосковск-1» и автовокзал «Новомосковск».

### Железнодорожный транспорт
Линия городского электропоезда Маклец — Новомосковск-1 — Бобрик-Донской имеет протяжённость 25 километров. Всего насчитывается 12 станций и остановочных пунктов (10 в Новомосковске и 2 в Донском). Время проезда по основной линии около 55 минут. Линии Новомосковского железнодорожного узла предназначены, прежде всего для пассажирских перевозок: доставка рабочих из южного жилого района Новомосковска в северный промышленный район, а также проезд жителей города к дачным участкам. Кроме электропоездов, выполняющих основной объём внутригородских перевозок пассажиров, пассажирское движение осуществляется также дизель-поездами, которые обеспечивают пригородное сообщение с другими городами Тульской и соседних областей.
С 26 декабря 2022 открыт железнодорожный маршрут Москва — Новомосковск — Узловая, стоимость билета составляет в районе 700—900 рублей.

#### Детская железная дорога

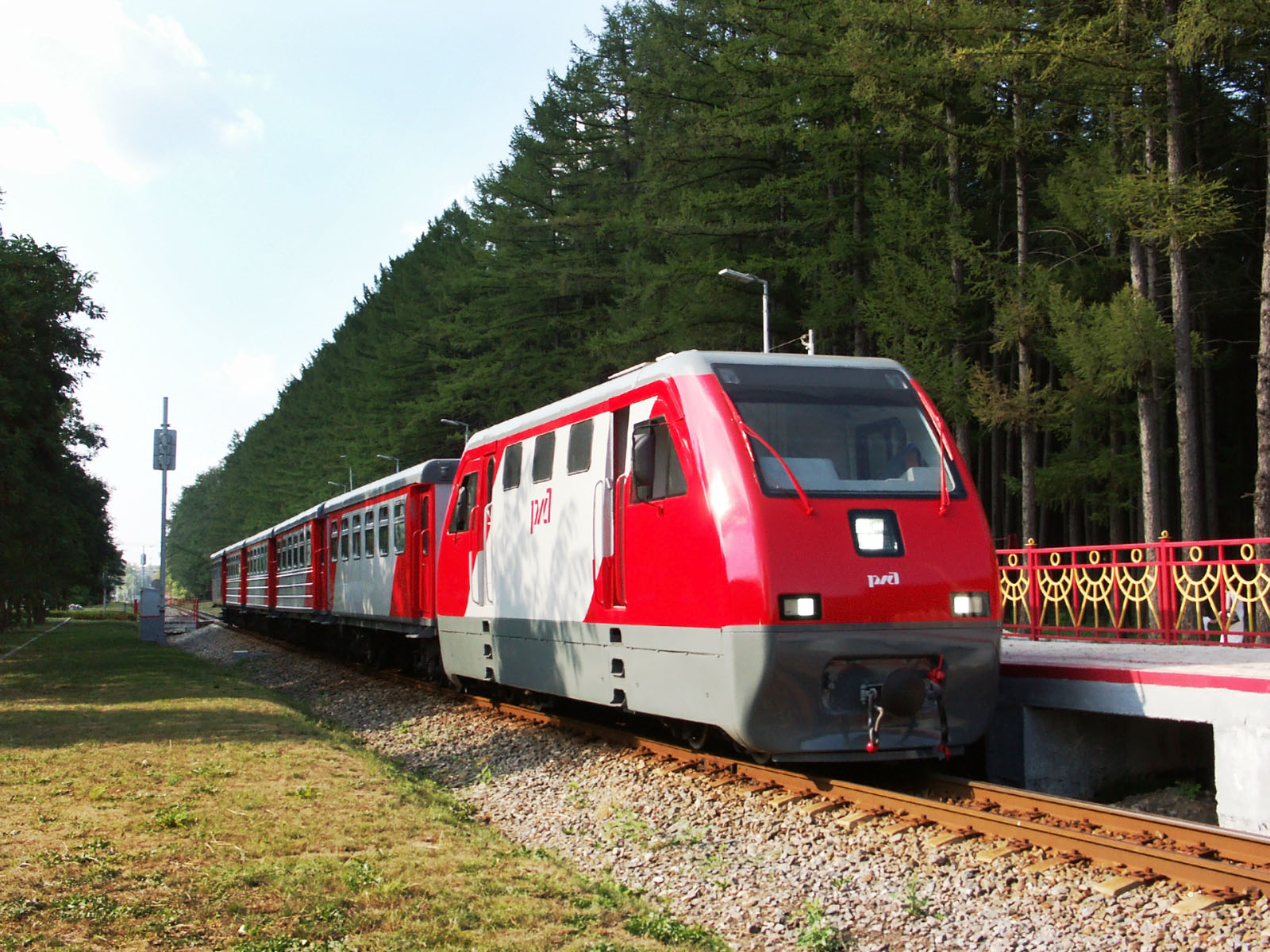
Тепловоз ТУ10 с поездом детской железной дороги

Детская железная дорога пролегает замкнутым кольцом вокруг детского парка, заложенного в первые годы основания города, и является одной из главных городских достопримечательностей. По состоянию на 2009 год, являлась лучшей детской железной дорогой в России по показателям деятельности. Инициатором строительства детской железной дороги выступил в 1953 году директор комбината «Москвауголь» Д. Г. Оника. Детская железная дорога оборудована путевой автоблокировкой, телефонной и радиосвязью. Парк имеет два тепловоза модели ТУ10 и 5 пассажирских вагонов модели ВП-750. Ранее в эксплуатации находились тепловозы ТУ2 и пассажирские вагоны ПВ51, ныне один из двух сохранившихся тепловозов ТУ2 находится на консервации, а другой установлен как памятник. После совместной работы администрации Новомосковской детской железной дороги и комитета по молодёжной политике города, последний вагон стал «свадебным», в котором молодожёны совершают своё первое свадебное путешествие.

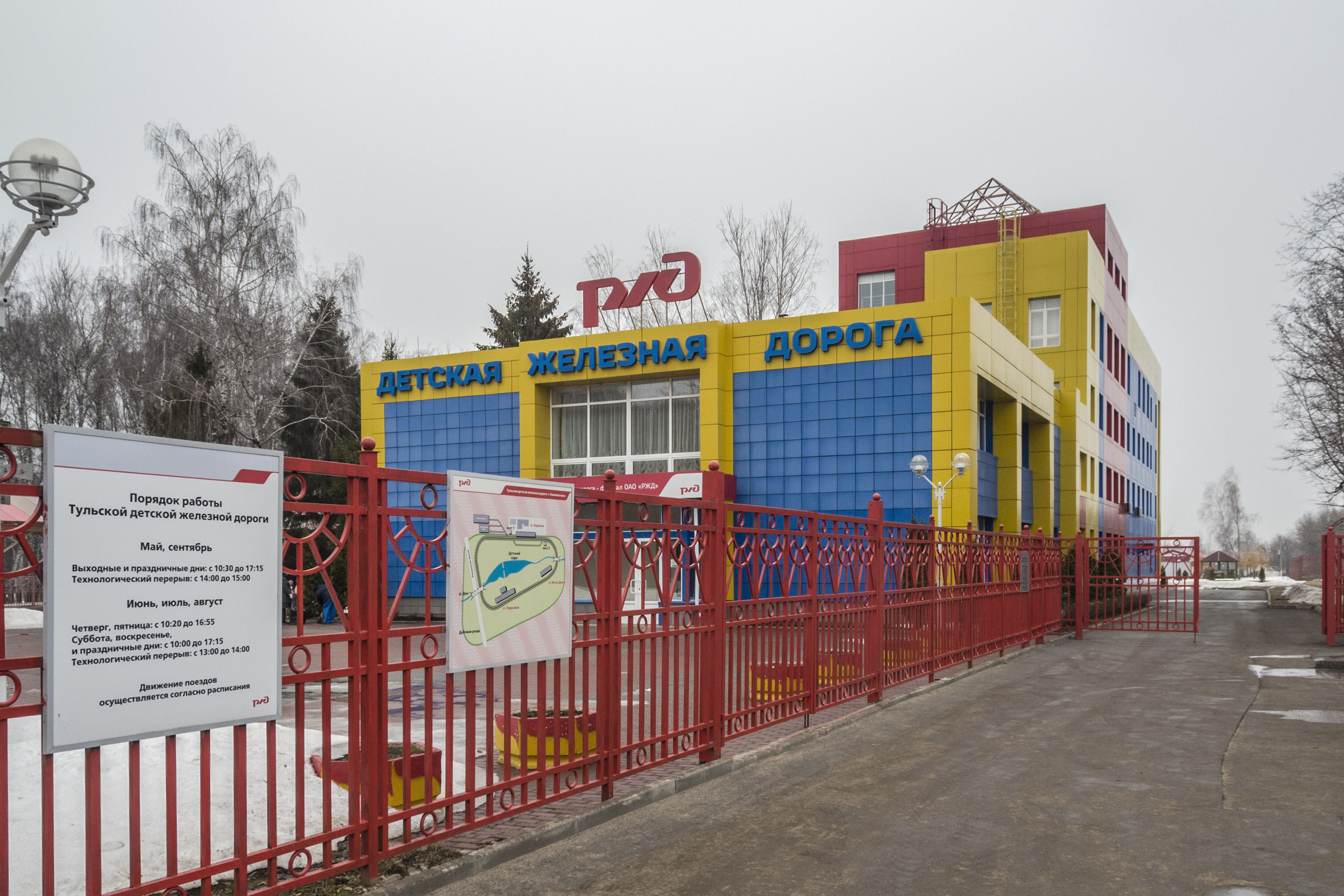
Администрация детской железной дороги

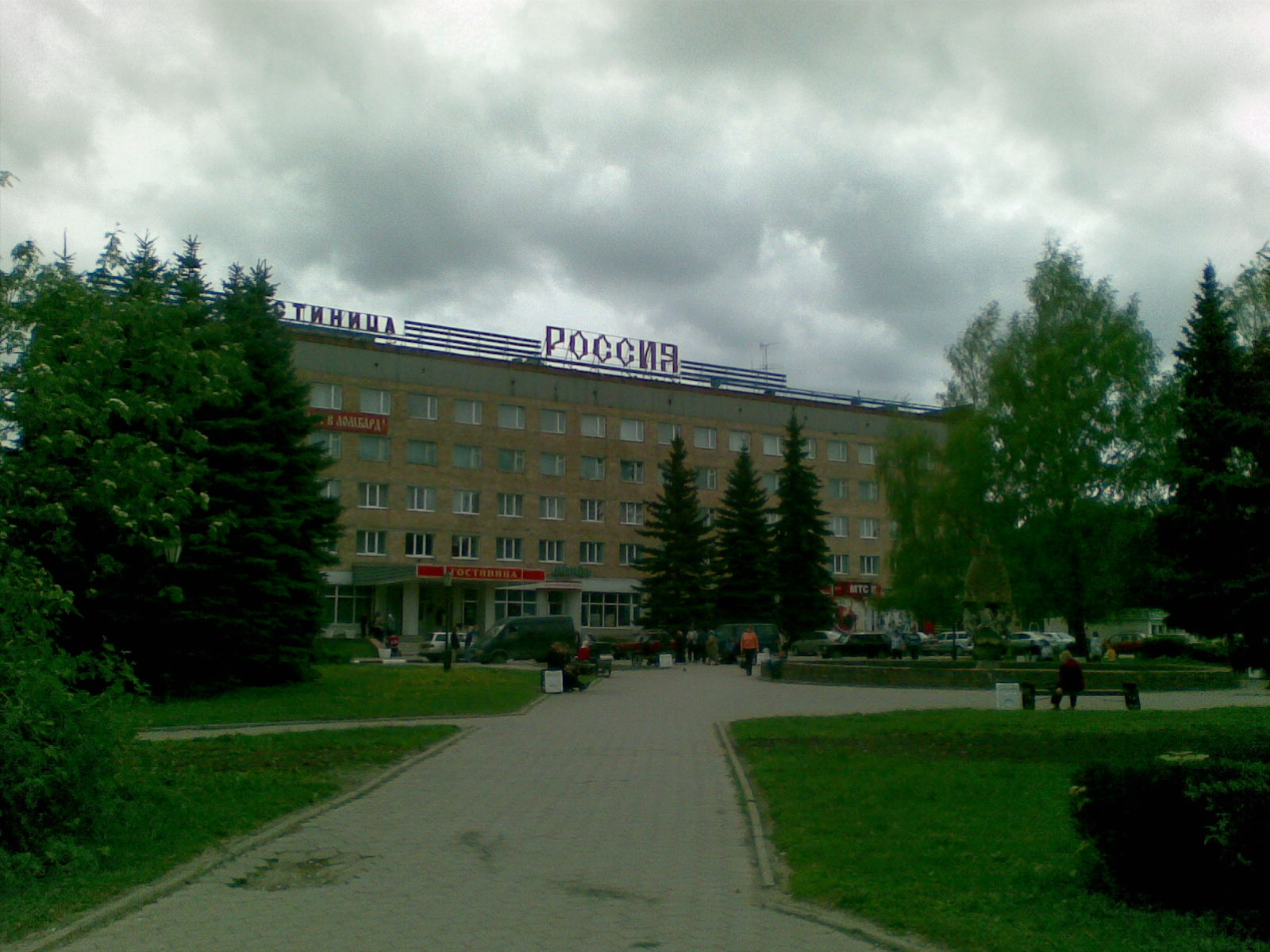
Гостиница «Россия».

## Социальная сфера

### Наука
Основные научные и исследовательские организации города:
- Новомосковский институт азотной промышленности (до 1992 — филиал Государственного института азотной промышленности[82]) — специализируется в проектировании химических производств, нестандартного оборудования, объектов энергетического, инженерного обеспечения и жилищно-гражданского строительства, а также предоставляет услуги по надзору за пуском, освоением и выводом производств на проектную мощность.
- Новомосковский филиал Подмосковного научно-исследовательского и проектно-конструкторского угольного института (ПНИУИ) — специализируется в конструировании и внедрении горных машин и горно-шахтного гидро- и электрооборудования в Подмосковном, Кузнецком, Печорском, Карагандинском и Донецком угольных бассейнах.
- ОАО «Проектно-конструкторский институт Крангормаш» (до 1959 года — филиал Московского института «Гипроуглемаш» Минуглепрома СССР; позднее ПО «Кран», ГПКТИ ПТМ, АО «Крангормаш») — специализируется на разработке и внедрении новых горных машин для Подмосковного угольного бассейна, создании, освоении и внедрении в промышленности специального и технологического оборудования[83].

### Образование
По состоянию на 2021 год, в городе осуществляют образовательную деятельность 7 центров образования, 17 школ, 36 дошкольных учреждений, 3 организации дополнительного образования, 3 специализированные образовательные организации.
Высшие учебные заведения, выдающие государственные дипломы:
- Новомосковский институт РХТУ;

### Культура и средства массовой информации

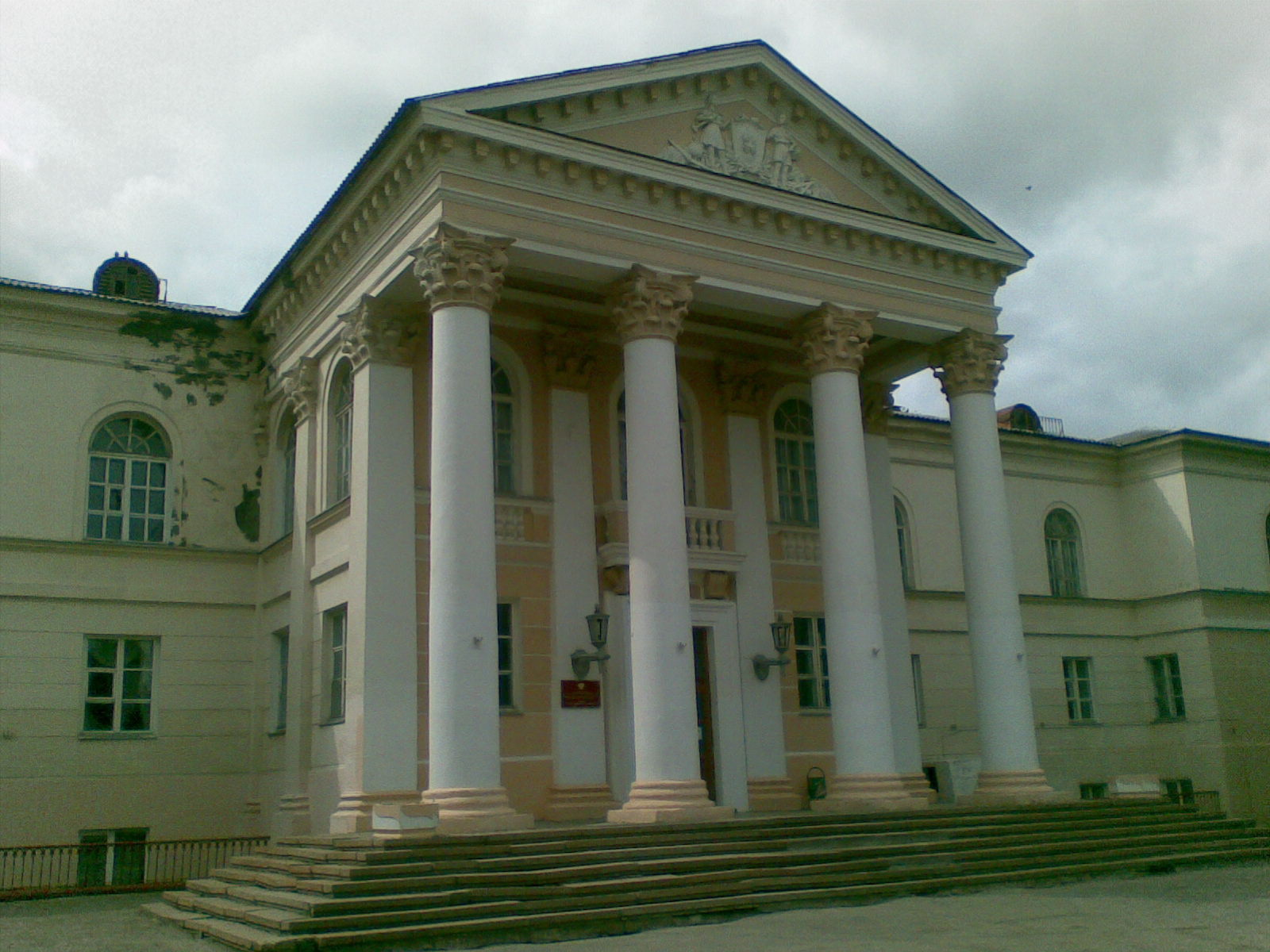
Дворец детского и юношеского творчества.

В Новомосковске есть драматический театр (ныне это филиал Тульского академического театра драмы), кинотеатр, работают художественный салон и выставочный зал, 28 дворцов и домов культуры, 8 клубов. Издаётся 3 газеты (одна общественно-политическая и две рекламные). Старейшая газета города «Новомосковская правда» выходит с 1930 года.
Муниципальное бюджетное учреждение культуры «Новомосковская библиотечная система» объединила центральную городскую, детскую, 9 городских библиотек-филиалов и 9 сельских библиотек.
В городе создан муниципальный симфонический оркестр, выступавший в городах России, Греции, Италии, Испании и Польши.

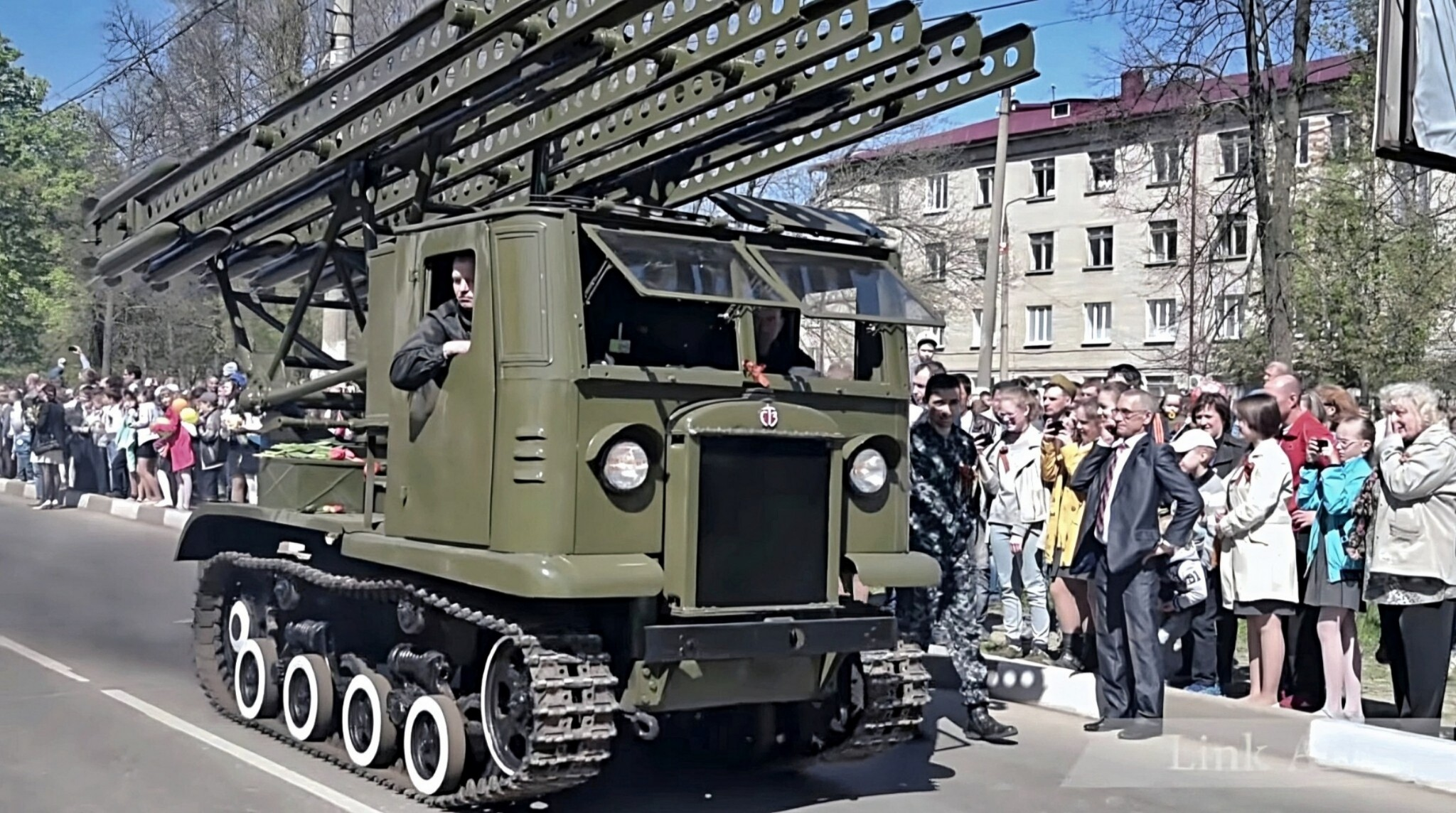
Участница освобождения города в 1941 году — БМ-13-16 у входа в Историко-художественный музей.

Новомосковский историко-художественный музей представляет экспозицию об истории города, в нём регулярно проводятся художественные выставки. К музею также относится музейно-выставочный центр и филиал — археологический музей.
В городе находится кинотеатр «Иллизиум», расположенный в ТЦ «Пассаж».

### Телевидение
В городе работает ООО «Телерадиокомпания „Новомосковск“», кабельное телевидение, 6 радиостанций. В Новомосковске также развито цифровое телевещание.
В городе также работает телецентр с собственной телебашней (РТПС) высотой 180 м. До 1992 года областное телевидение вещало именно отсюда, а не из областного центра — города Тулы. В настоящее время в городе вещают 2 цифровых мультиплекса и 8 радиостанций.

## Спорт
Спортивные учреждения города:
- Новомосковский колледж физической культуры и спорта (в 1966—1993 годах — физкультурное среднее специальное учебное заведение «Новомосковский техникум физической культуры») готовит специалистов по специальности «Педагог по физической культуре и спорту»[86];
- две детско-юношеские спортивные школы № 1 и № 2 в Новомосковске и одна в Сокольниках;
- городской бассейн;
- шахматно-шашечный клуб;
- стрелковый клуб «Снайпер»;
- дворец спорта;
- стадион «Химик»;
- ФОЦ «Олимп» (Центральный район), ФОЦ «Олимп-2» (Северный микрорайон) и ФОЦ «Олимп-3» (Залесный микрорайон).

С 1954 года в городе существует футбольный клуб «Химик», выступающий в Первенстве ПФЛ. В 1956—1957 годах клуб представлял Мосбасс. С 1980 по 1992 в чемпионатах страны не участвовал. В 1993—2009 годах носил название «Дон». В сезоне 2007 года ФК «Дон» занял последнее, 16 место во втором дивизионе и лишился профессионального статуса, а в 2009 году отказался от участия в турнире ЛФЛ. Домашний стадион — «Химик» вместимостью 5200 зрителей.
20 мая 2011 года состоялось открытие ледового дворца «Юбилейный» при поддержке компании ОАО «МХК «Еврохим».

## Религия
В городе имеются храмы различных религиозных конфессий. В 1992 году был освящён первый в Новомосковске православный храм, посвящённый празднику Покрова пресвятой Богородицы. Спустя два года, в 1994 году, в день Куликовской битвы был открыт Свято-Успенский храм. В 1995 году указом Синода Русской Православной Церкви основывается Свято-Успенский мужской монастырь. В этом же году в посёлке Клин открылся скит, где нашли приют монахи-отшельники. В 1997 году в здании бывшего кинотеатра «Встречный» открыт ещё один храм в честь иконы Божией Матери «Нечаянная радость».
Также в селе Спасском действует Свято-Спасский храм, открытый в 1813 году и являющийся памятником архитектуры. При храме действует воскресная школа.
К храмам других христианских деноминаций относятся церковь Адвентистов Седьмого Дня, церковь Евангельских христиан и церковь христиан веры Евангельской — пятидесятников.
В городе также представлены пресвитериане, харизматы.

## Достопримечательности
В центральной части города расположена парковая зона «Детский парк», в состав которого входит каскад искусственных бассейнов. На его территории находится Новомосковская детская железная дорога — одна из двух на Московской железной дороге, а также архитектурный комплекс «Исток Дона».

### Исток Дона
Исток Дона расположен в северной части Средне-Русской возвышенности, на высоте около 180 м над уровнем моря в черте города Новомосковска. Официально принято считать истоком Дона ручей в детском парке, где и установлен архитектурный комплекс «Исток Дона», который символизирует слияние рек Дон и Шат.

### Другие достопримечательности
- Сквер воинской славы с тремя мемориальными комплексами: Великой Отечественной войны, памяти павших при выполнении служебного долга в горячих точках, аллея славы подвига ликвидаторов аварии на ЧАЭС.
- Свято-Успенский мужской монастырь[87], где хранятся мощи Святой Матроны Московской[88].
- Ротонда на улице Комсомольская.
- Рядом с городом находится самое крупное и глубокое в Тульской области Пронское водохранилище и Гремячевские карстовые пещеры.
- В августе 1997 года была создана природоохранная зона «Клинский родник». Клинскую родниковую воду многие считают святой, лечебной. Клинский родник впадает в Дон.

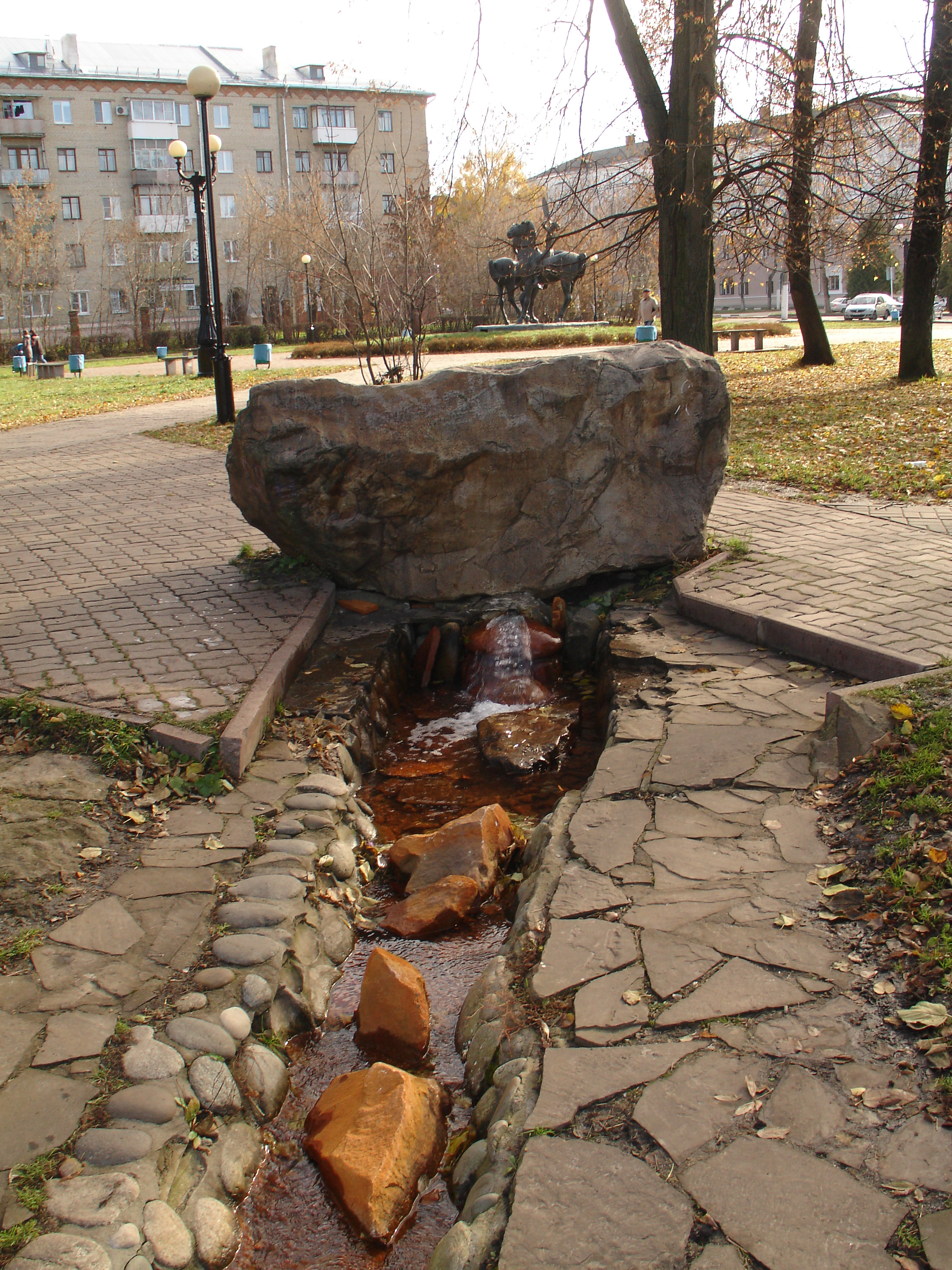
Исток реки Дон, расположенный в Детском парке
Скульптура у истока
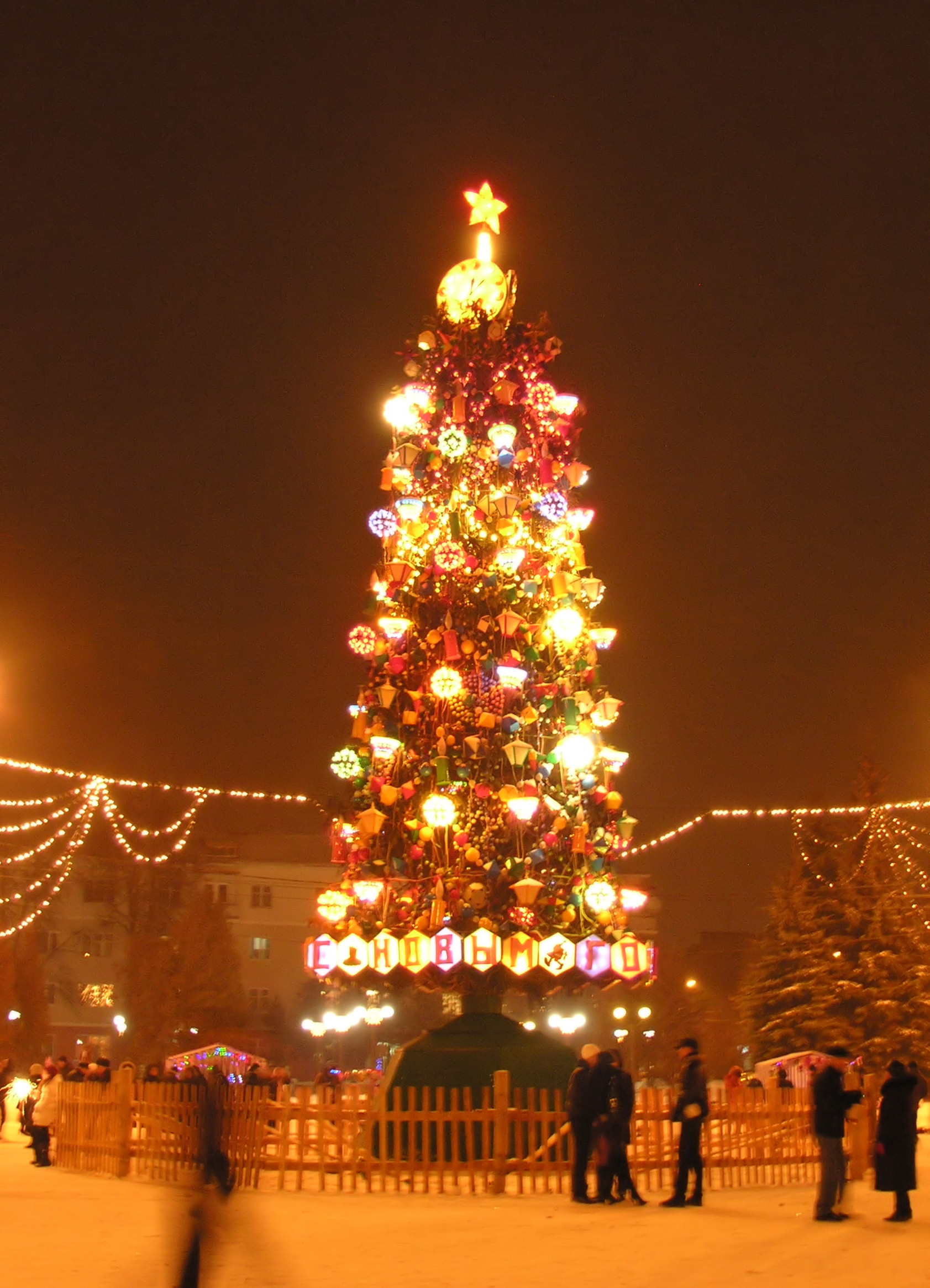
Городская новогодняя ёлка (старая)

## Архитектура
Для центральной части города характерно строгое расположение улиц, проходящих относительно друг друга под прямыми углами согласно первоначальному плану застройки. Центр города — площадь Советская. Фасадом к площади располагается здание Подмосковного научно-исследовательского угольного института. Рядом с ним большой четырёхэтажный дом с колоннами, где размещается муниципальное собрание и администрация города и района. Через площадь проходит главная улица города — Комсомольская. Немного восточнее её пересекает улица Московская, самая широкая в городе. Вместе эти две улицы задают направления от центра и являются своеобразным «лицом» города.
В центральном районе сочетаются довоенная, послевоенная и современная архитектура. Среди довоенных построек выделяются дома с арками, здания в стиле конструктивизма, например, здание кинотеатра «Победа» на центральной площади города, или высотка с колоннадой на ул. Московская. В реализации плана строительства принимали участие известные архитекторы — братья Веснины.
Во время Великой Отечественной войны город был сильно разрушен. В восстановлении города принимали участие немецкие военнопленные. К послевоенным постройкам, в частности, относятся здание драматического театра, здание горкома (ныне — администрации города), двухэтажные жилые дома, отстроенные в послевоенные годы.
Улицы украшают множество зелёных насаждений.

Скульптура шахтёра у здания ПНИУИ на площади Советская
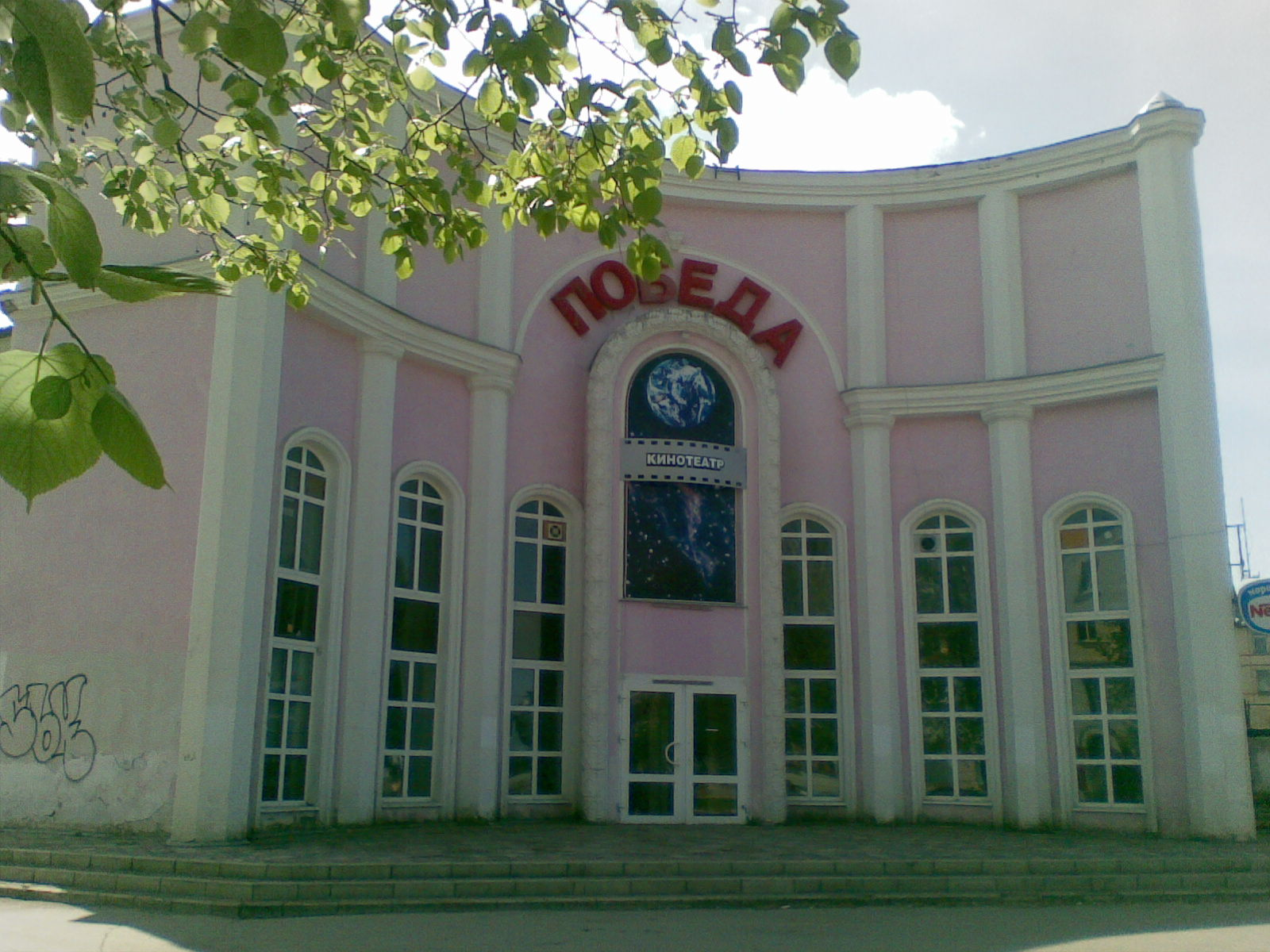
Кинотеатр «Победа» (до закрытия)
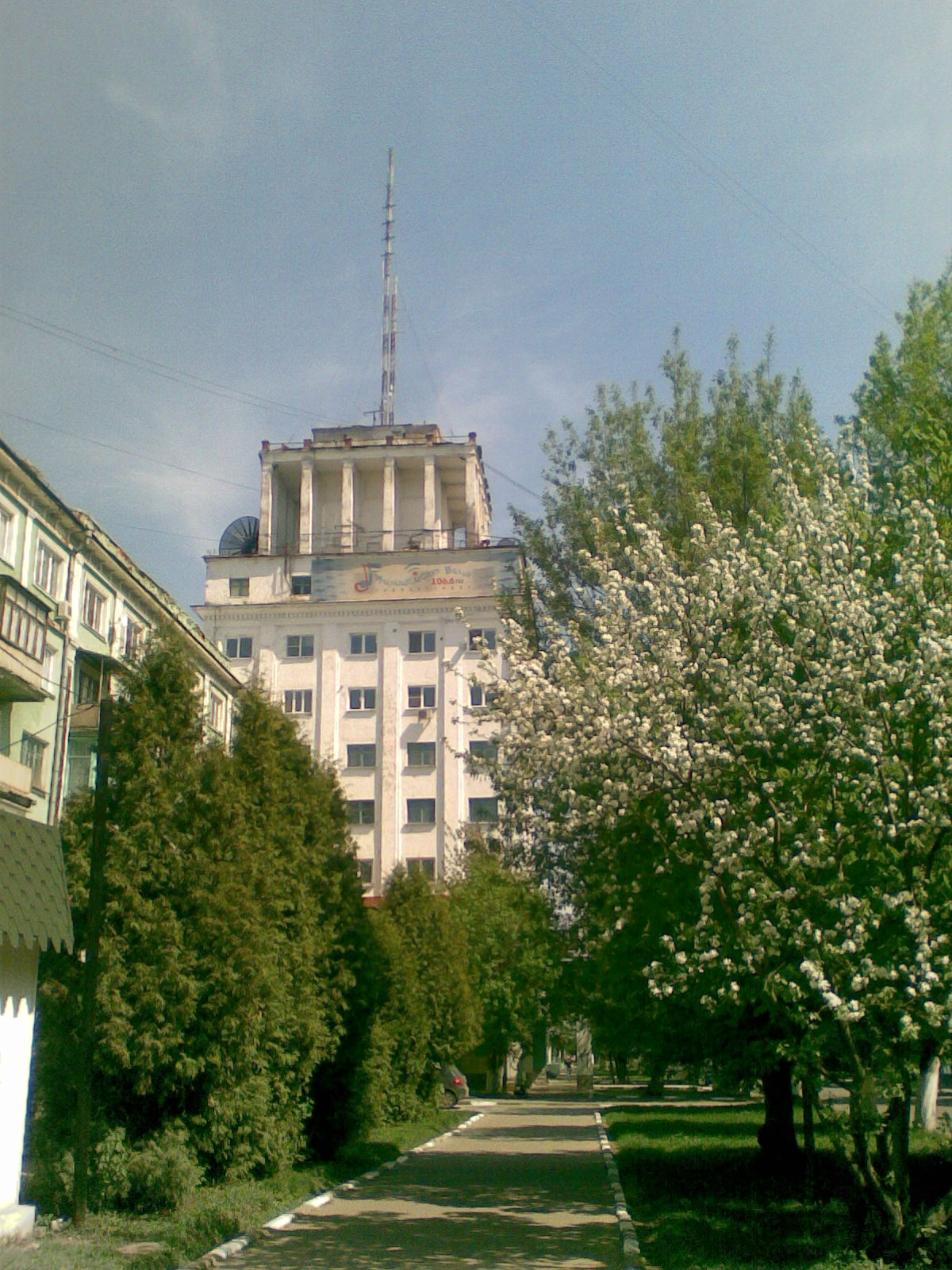
Сталинская высотка «Вышка» на улице Комсомольская 39
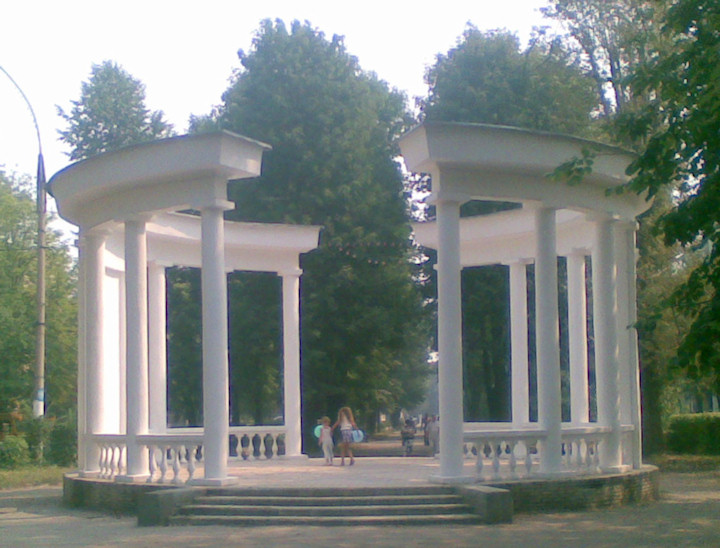
Ротонда на бульваре по улице Комсомольская (до реставрации)

## Известные уроженцы и жители города
Золотыми звёздами Героев Советского Союза отмечены подвиги 32-х новомосковцев, 26 жителей — Герои Социалистического Труда и трое являются полными кавалерами ордена Славы. По состоянию на 2009 год, один житель удостоен высокого звания Героя Российской Федерации, а 70 новомосковцев имеют звание Почётного гражданина Новомосковска.

## Города-побратимы
Новомосковск является городом-побратимом следующих городов:
- Кушадасы[89], Турция
- Прьевидза[90], Словакия
- Бобруйск[91], Беларусь

## Интернет-голосование
В октябре 2008 года на муниципальных выборах в Новомосковске прошло первое в мире интернет-голосование: после традиционного «бумажного» голосования 13 тысяч горожан приняли участие в эксперименте по выбору депутатов с помощью электронной системы голосования.

## Галерея

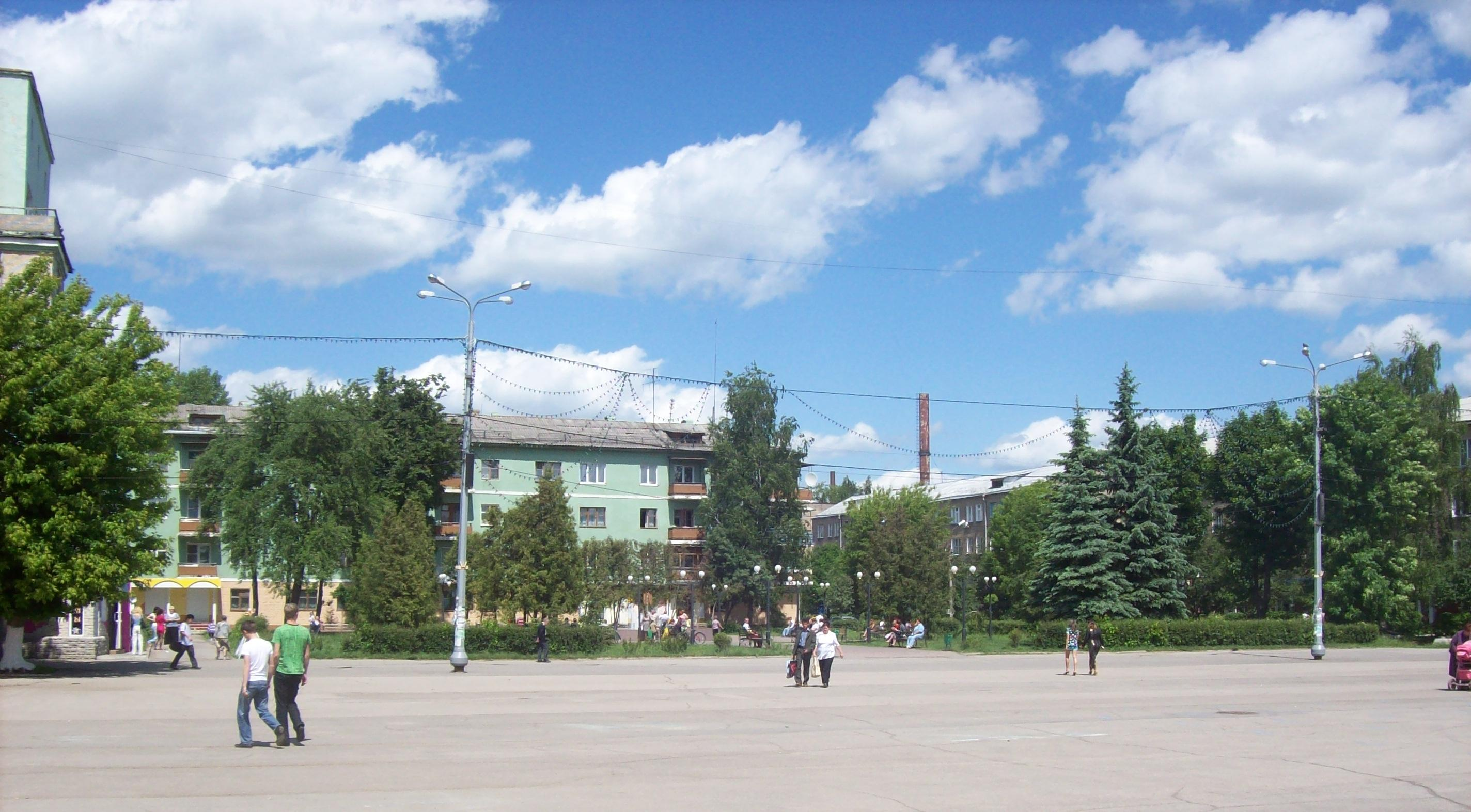
Центральная площадь города — Советская площадь.
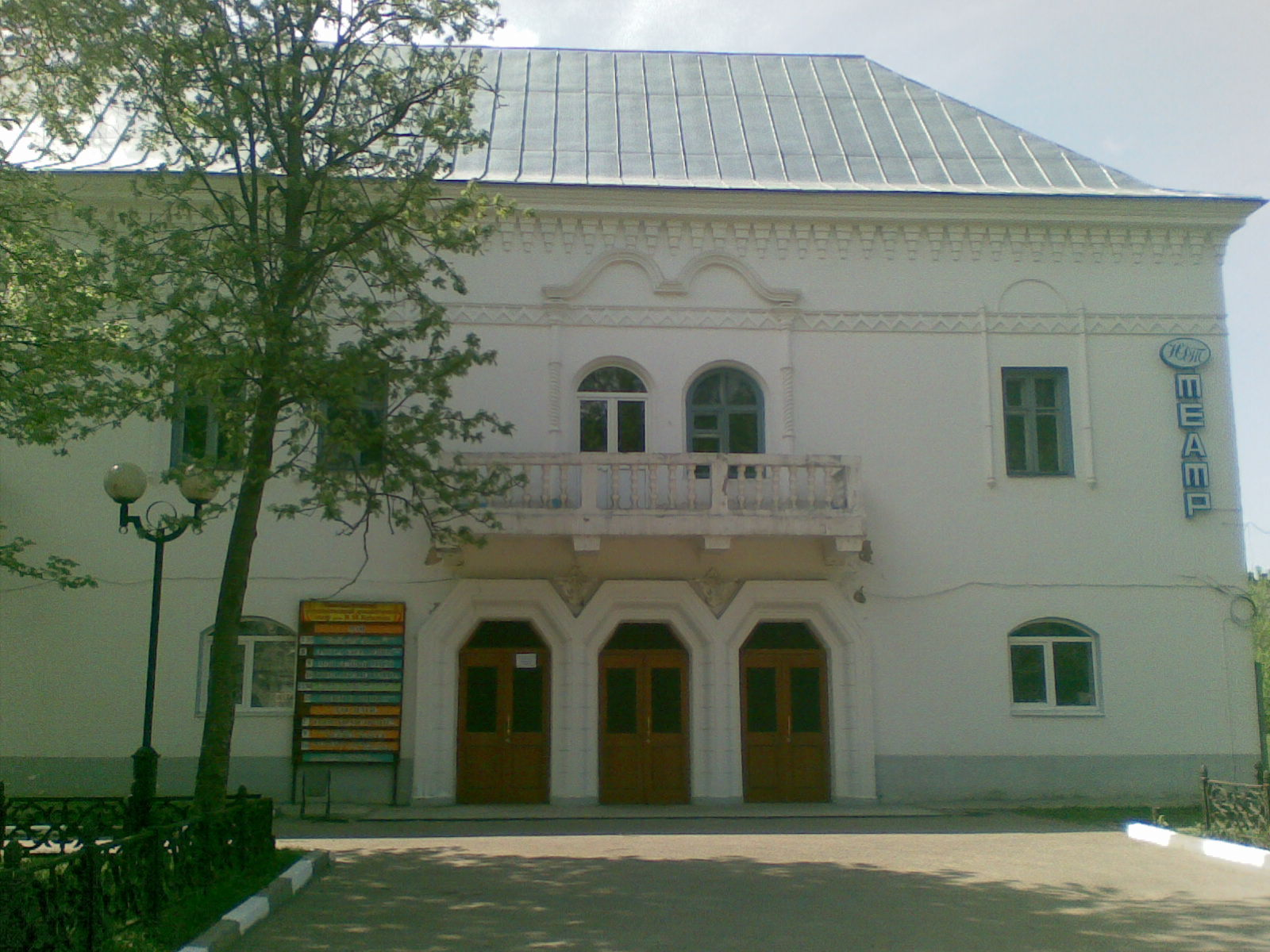
Новомосковский драматический театр им. В. М. Качалина.
Памятник сталиногорцам-участникам Великой Отечественной войны (Ул. Московская)
Вечный огонь и памятник погибшим в Великой Отечественной войне (ул. Московская).
Мемориал павшим в Великой Отечественной войне, Парк Памяти в Урванском лесу.
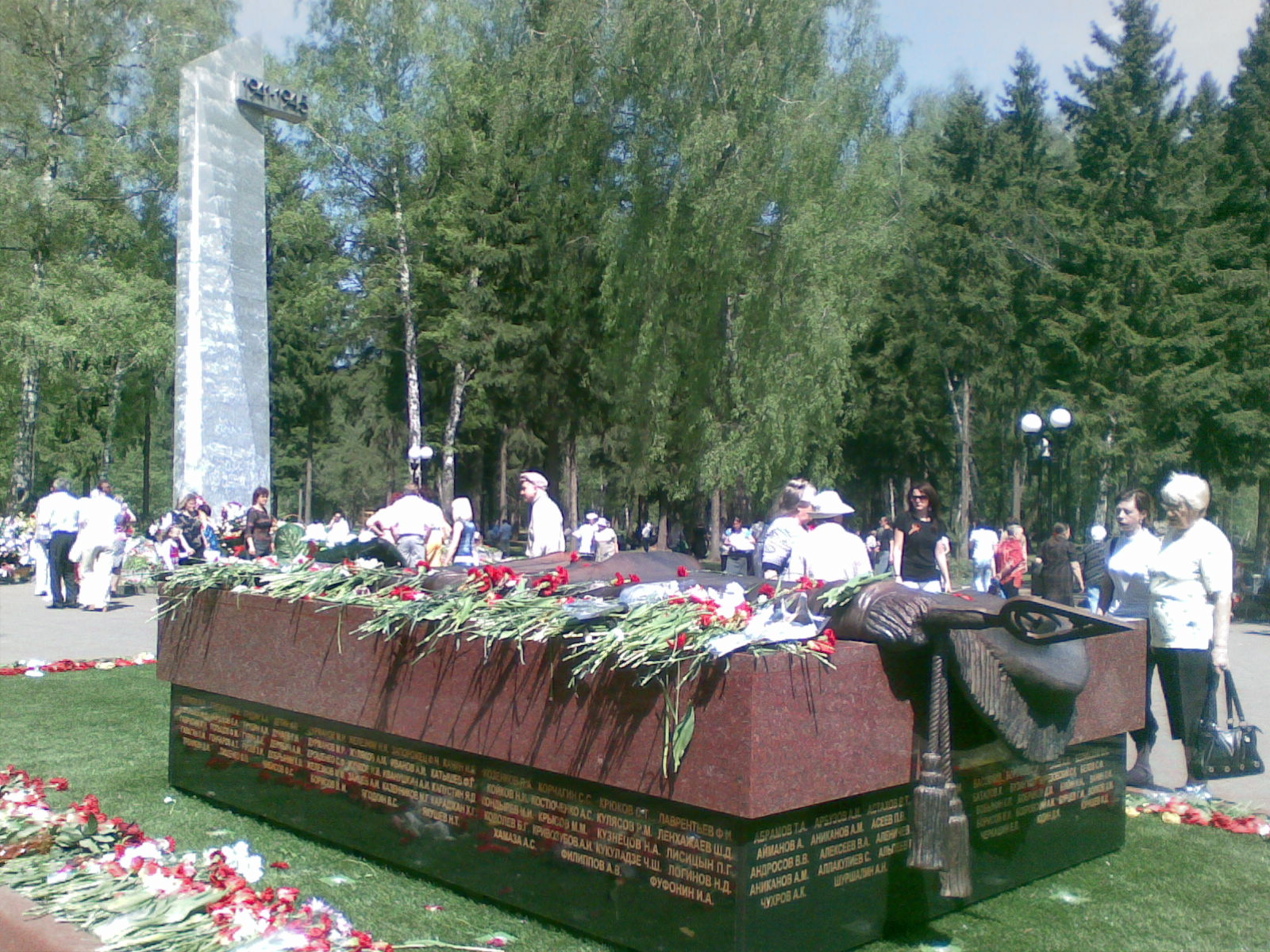
Мемориальный комплекс в память о героях, погибших в сражениях за Сталиногорск, и обо всех новомосковцах, не вернувшихся с фронта.

## Фильмы
- Есть такой городок на YouTube. Режиссёр: Е. Ю. Учитель. 1963.